# Nancy Cartwrightová
Nancy Cartwrightová, rodným jménem Nancy Jean Cartwright, (* 25. října 1957 Dayton, Ohio) je americká herečka. Dlouhodobě namlouvá Barta Simpsona v animovaném seriálu Simpsonovi, za což získala cenu Primetime Emmy za vynikající hlasový výkon a cenu Annie za nejlepší hlasový výkon v oblasti animace. Cartwrightová v seriálu namluvila i další postavy, například Nelsona Muntze, Ralpha Wigguma, Todda Flanderse, Kearneyho, Kylea zvaného Databáze a Maggie.
Cartwrightová se narodila v Daytonu ve státě Ohio. V roce 1978 se přestěhovala do Hollywoodu a vyučila se po boku dabéra Dawse Butlera. Její první profesionální rolí byl hlas Glorie v animovaném seriálu Richie Rich, po němž následovala hlavní role v televizním filmu Marian Rose White (1982) a její první celovečerní film Zóna soumraku (1983). V roce 1987 se Cartwrightová ucházela o roli v sérii krátkých skečů o dysfunkční rodině, která se měla objevit v pořadu The Tracey Ullman Show. Cartwrightová se chtěla ucházet o roli prostředního dítěte Lízy Simpsonové; když se dostavila na konkurz, zjistila, že role Barta – Lízina bratra – je pro ni zajímavější. Matt Groening, tvůrce seriálu, jí umožnil zúčastnit se konkurzu na Barta a na místě jí roli nabídl. Barta namluvila ve třech sezónách pořadu The Tracey Ullman Show a v roce 1989 se z krátkých skečů stal půlhodinový seriál Simpsonovi.
Kromě Simpsonových Cartwrightová namluvila i řadu dalších animovaných postav, například Daffney Gillfinovou ve Snorks, Rufuse v Kim Possible, Mindy v Animácích, Pistolku v Goofyho tlupě, roboty v Crashboxu, Margo Shermanovou v Kritikovi, Todda Daringa v The Replacements a Charlese „Chuckieho“ Finstera v Lumpících a All Grown Up! (tuto roli převzala v roce 2002 po odchodu Christine Cavanaughové). V roce 2000 vydala svou autobiografii My Life as a 10Year-Old Boy a o čtyři roky později ji adaptovala do podoby divadelní hry pro jednu ženu. V roce 2017 napsala a produkovala film Hledání Felliniho.

## Raný život
Cartwrightová se narodila v Daytonu v Ohiu jako čtvrté ze šesti dětí Franka a Miriam Cartwrightových. Vyrůstala v Ketteringu v Ohiu a již v raném věku objevila svůj hlasový talent. Ve čtvrté třídě školy svatého Karla Boromejského vyhrála celoškolní řečnickou soutěž s přednesem hry Rudyarda Kiplinga How the Camel Got His Hump. Cartwrightová navštěvovala Fairmont West High School a účastnila se školního divadla a byla členkou pochodové kapely. Pravidelně se účastnila soutěží ve veřejném projevu a dva roky po sobě se umístila na prvním místě v kategorii humorná interpretace na celostátním okresním turnaji. Porotci jí často navrhovali, aby předváděla kreslené hlasy. Cartwrightová ukončila střední školu v roce 1976 a přijala stipendium na Ohijské univerzitě. Nadále se účastnila soutěží ve veřejném projevu; ve druhém ročníku se umístila na pátém místě v kategorii expozice na Národním řečnickém turnaji se svým projevem „Umění animace“.
V roce 1976 získala Cartwrightová práci na částečný úvazek jako dabérka reklam v rádiu WING v Daytonu. Zástupce společnosti Warner Bros. Records navštívil WING a později poslal Cartwrightové seznam kontaktů v animačním průmyslu. Jedním z nich byl Daws Butler, známý díky namluvení postaviček jako Huckleberry Hound, Snagglepuss, Elroy Jetson, Spike Bulldog a Méďa Béďa. Cartwrightová mu zavolala a nechala mu na záznamníku vzkaz s koketním přízvukem. Butler jí okamžitě zavolal zpět a souhlasil, že se stane jejím mentorem. Poslal jí poštou scénář a pověřil ji, aby mu poslala nahrávku, na které ho čte. Jakmile Butler nahrávku obdržel, zkritizoval ji a poslal jí poznámky. Následující rok takto pokračovali a každých několik týdnů dokončovali nový scénář. Cartwrightová popsala Butlera jako „naprosto úžasného, vždy povzbuzujícího, vždy zdvořilého“.
Ve druhém ročníku se Cartwrightová vrátila na Ohijskou univerzitu, ale přestoupila na Kalifornskou univerzitu v Los Angeles, aby byla blíž Hollywoodu a Butlerovi. Koncem léta 1978 zemřela její matka Miriam. Cartwrightová téměř změnila plány na přestěhování, ale 17. září 1978 „bez radosti“ odjela do Westwoodu v Los Angeles.

## Kariéra

### Raná kariéra

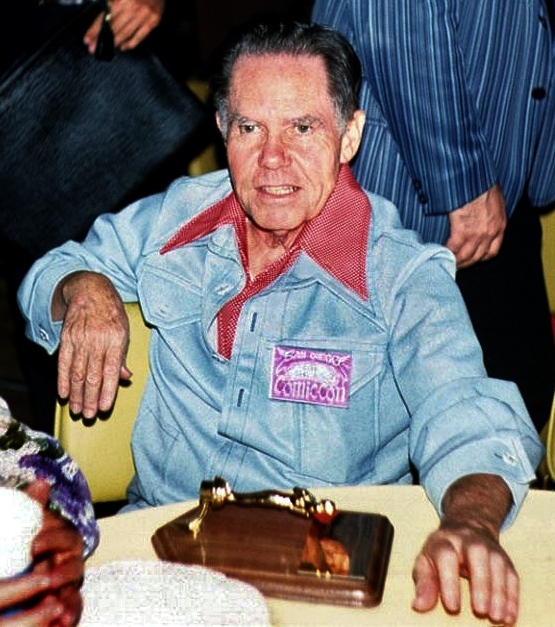
Daws Butler byl mentorem Cartwrightové a pomohl jí stát se dabérkou.

Během studií na Kalifornské univerzitě v Los Angeles, která eměla tým pro veřejné vystupování, se Cartwrightová dále vzdělávala jako hlasová herečka u Butlera. Vzpomínala: „Každou neděli jsem jezdila 20 minut autobusem k němu domů do Beverly Hills na hodinovou lekci a byla tam čtyři hodiny… Měli čtyři syny, dceru neměli a já jsem tak trochu zapadla jako dítě rodiny.“ Butler ji seznámil s mnoha hlasovými herci a režiséry společnosti Hanna-Barbera. Poté, co se seznámila s režisérem Gordonem Huntem, ji požádal, aby se zúčastnila konkurzu na opakovanou roli Glorie v seriálu Richie Rich. Roli získala a později s Huntem spolupracovala na několika dalších projektech. Na konci roku 1980 podepsala Cartwrightová smlouvu s talentovou agenturou a získala hlavní roli v pilotním díle sitcomu In Trouble. Cartwrightová tento seriál popsala jako „zapomenutelný, ale nastartoval mou kariéru před kamerou“. V roce 1981 dokončila studium divadelní vědy na Kalifornské univerzitě a v létě pracovala s Jonathanem Wintersem v improvizační skupině na Kenyon College v Gambieru ve státě Ohio.
Po návratu do Los Angeles získala Cartwrightová hlavní roli v televizním filmu Marian Rose White. Janet Maslinová, kritička deníku The New York Times, popsala Cartwrightovou jako „baculatou, hřmotnou, lehce šilhavou herečku, jejíž přirozenost výrazně přispívá k působivosti filmu“. Cartwrightová odpověděla Maslinové dopisem, v němž trvala na tom, že šilhavá není, a přiložila fotografii. Později se Cartwrightová zúčastnila konkurzu na roli Ethel, dívky, která uvízne v kresleném světě ve třetí části filmu Zóna soumraku. Setkala se s režisérem Joem Dantem a později ho popsala jako „naprostého milovníka kreslených filmů, a jakmile se podíval na můj životopis a všiml si v něm jména Dawse Butlera, už jsme běželi a sdíleli anekdoty o Dawsovi a animaci. Asi po dvaceti minutách řekl: ‚Vzhledem k tvému původu nechápu, jak bych mohl do téhle role obsadit někoho jiného než tebe!‘.“ Byla to její první role v celovečerním filmu. Část byla založena na epizodě televizního seriálu The Twilight Zone It's a Good Life, která byla později parodována ve Zvláštním čarodějnickém dílu Simpsonových.
Cartwrightová pokračovala v práci na hlasech pro projekty jako Pound Puppies, Popeye and Son, Snorks, My Little Pony a Saturday Supercade, připojila se ke „skupině smyček“ a nahrávala vokály pro postavy v pozadí filmů, i když ve většině případů byl zvuk ztlumen, takže bylo slyšet jen velmi málo jejího hlasu. Drobné hlasy namluvila v několika filmech, například v The Clan of the Cave Bear (1986), Silveradu (1985), Sixteen Candles (1984), Návratu do budoucnosti II a The Color Purple (1985). Cartwrightová také namluvila botu, která byla „namočena“ v kyselině ve filmu Falešná hra s králíkem Rogerem (1988), což označila za svou první „scénu smrti mimo obrazovku“, a snažila se správně vyjádřit emoce s tím spojené.
V roce 1985 se zúčastnila konkurzu na roli Cynthie v seriálu Na zdraví. Na konkurzu měla říct svou repliku a odejít ze scény. Cartwrightová se rozhodla riskovat, že bude jiná, a pokračovala v chůzi, opustila budovu a vrátila se domů. Produkční štáb byl zmatený, ale roli získala. Při hledání dalšího hereckého výcviku se Cartwrightová přihlásila do kurzu, který vedl hollywoodský kouč Milton Katselas. Ten Cartwrightové doporučil nastudovat italský film La Strada z roku 1956, v němž hrála Giulietta Masina a který režíroval Federico Fellini. Ve třídě začala předvádět „všechny myslitelné scény“ z filmu La Strada a několik měsíců se snažila získat práva k natočení divadelní adaptace. Navštívila Itálii s úmyslem setkat se s Fellinim a osobně ho požádat o svolení. Ačkoli se nikdy nesetkali, Cartwrightová si o cestě vedla deník a později napsala divadelní hru pro jednu ženu s názvem Hledání Felliniho, částečně založenou na její cestě. Hru napsal Peter Kjenaas a Cartwrightová za ni po uvedení v Los Angeles v roce 1995 získala cenu Drama-Logue Award. V jednom rozhovoru v roce 1998 uvedla, že má v úmyslu natočit podle ní celovečerní film, což se jí v roce 2017 podařilo.

### Simpsonovi
Cartwrightová namluvila postavu Barta Simpsona v dlouholetém animovaném seriálu Simpsonovi. Dne 13. března 1987 se zúčastnila konkurzu do série skečů o dysfunkční rodině, které se měly objevit v komediálním pořadu The Tracey Ullman Show. Cartwrightová se chtěla ucházet o roli starší dcery Lízy Simpsonové. Po příchodu na konkurz zjistila, že Líza byla jednoduše popsána jako prostřední dítě a v té době neměla příliš velkou osobnost. Cartwrightovou více zaujala role Barta, který byl popisován jako „prohnaný nedouk, který nenávidí školu a je neuctivý a chytrý“. Tvůrce Matt Groening ji nechal vyzkoušet roli Barta a na místě jí ji svěřil. Bartův hlas přišel Cartwrightové přirozený, protože jeho prvky již dříve použila v My Little Pony, Snorks a Pound Puppies. Cartwrightová popisuje Bartův hlas jako snadno proveditelný ve srovnání s jinými postavami. Nahrávání skečů bylo často primitivní; dialogy se nahrávaly na přenosný magnetofon v provizorním studiu nad tribunami na place The Tracey Ullman Show. Cartwrightová, která jako jediná z herců prošla profesionálním hlasovým školením, popisovala natáčení jako „skvělou zábavu“, nicméně chtěla vystupovat v hraných skečích a občas se na natáčení dostavila dříve v naději, že si jí všimne producent.
V roce 1989 se ze skečů vyklubal půlhodinový pořad na stanici Fox s názvem Simpsonovi. Bart se rychle stal průlomovou osobností pořadu a jednou z nejslavnějších postav v televizi – jeho popularita v letech 1990 a 1991 byla známá jako „Bartmánie“. Mike Boone z The Gazette Barta označil za „nejzářivější novou televizní hvězdu“ a Entertainment Weekly ho jmenoval „bavičem roku 1990“. Navzdory Bartově slávě však Cartwrightová zůstala relativně neznámá. Během 1. řady Simpsonových nařídila společnost Fox Cartwrightové, aby neposkytovala rozhovory, protože nechtěla zveřejnit skutečnost, že Barta namluvila žena. Normální mluvený hlas Cartwrightové prý nemá „žádné zjevné stopy po Bartovi“ a ona sama považuje svou roli za „nejlepší hereckou práci na světě“, protože ji na veřejnosti málokdo pozná. Když ji někdo pozná a požádá ji, aby před dětmi předvedla Bartův hlas, Cartwrightová to odmítne, protože „je to vyděsí“. Bartovu hlášku „Eat My Shorts“ řekla Cartwrightová v jednom z původních společných čtení, odkazujíc na příhodu z dob jejího středoškolského studia. Jednou při vystoupení členové pochodové kapely Fairmont West High School změnili svůj chorál z obvyklého „Fairmont West! Fairmont West!“ na neuctivé „Eat my shorts!“. Cartwrightová to považovala za vhodné pro Barta a hlášku improvizovala; stala se oblíbenou hláškou v pořadu.

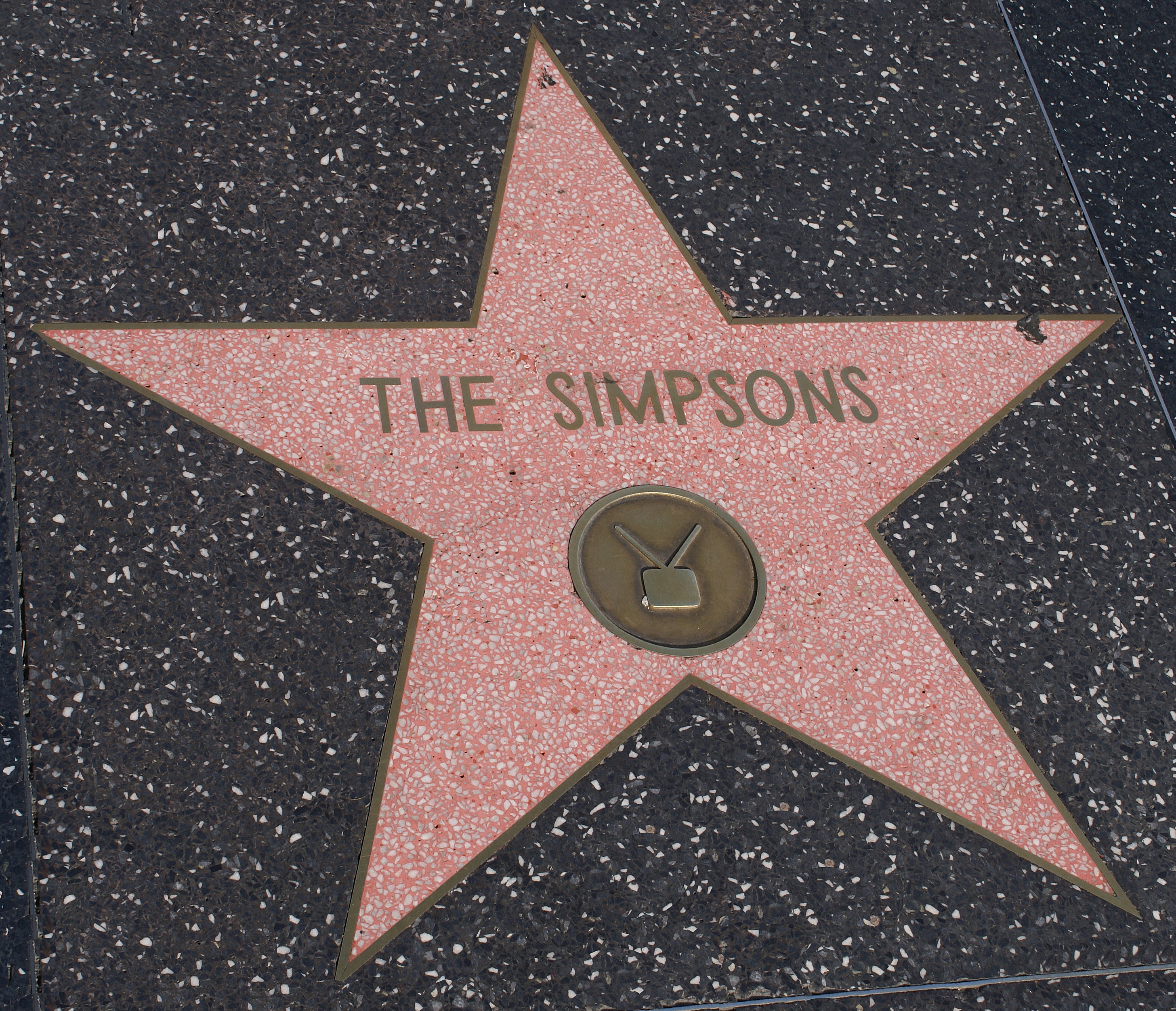
V roce 2000 získal Bart spolu s ostatními členy rodiny Simpsonových hvězdu na Hollywoodském chodníku slávy

Cartwrightová v seriálu namluvila několik dalších postav, například Nelsona Muntze, Ralpha Wigguma, Todda Flanderse, Kearneyho a Kylea. Poprvé namluvila Nelsona v epizodě Bart generálem aneb Kdopak by se Nelsona bál (1. řada, 1990). Postavu měla původně namluvit Dana Hillová, ale Hillová se nedostavila na natáčení a roli dostala Cartwrightová. Nelsonův hlas si vyvinula až na místě a popisuje ho jako „krkolomného“. Ralpha Wigguma původně namluvila Jo Ann Harrisová, ale Cartwrightová dostala za úkol namluvit postavu v epizodě Bart vrahem (3. řada, 1991). Todd Flanders, jediný hlas, pro který Cartwrightová použila jiný zdroj, je založen na Shermanovi (hlas Waltera Tetleyho), chlapci z Peabody, série krátkých filmů vysílaných v pořadu The Rocky and Bullwinkle Show.
Cartwrightová získala v roce 1992 cenu Primetime Emmy za vynikající hlasový výkon za roli Barta v epizodě Lízina vzpoura a v roce 1995 cenu Annie za nejlepší hlasový výkon v oblasti animace. Bart byl časopisem Time zařazen mezi 100 nejvýznamnějších lidí 20. století a v roce 2000 byla Bartovi a zbytku rodiny Simpsonových udělena hvězda na Hollywoodském chodníku slávy, který se nachází na adrese 7021 Hollywood Boulevard.
Do roku 1998 dostávala Cartwrightová za každou epizodu 30 000 dolarů. Během sporu o plat v roce 1998 společnost Fox pohrozila, že vymění šest hlavních dabérů, a připravovala obsazení nových herců. Spor se však podařilo vyřešit a Cartwrightová dostávala 125 000 dolarů za epizodu až do roku 2004, kdy dabéři požadovali 360 000 dolarů za epizodu. Po měsíci bylo dosaženo kompromisu a plat Cartwrightové se zvýšil na 250 000 dolarů za epizodu. V roce 2008 byly platy znovu vyjednány, přičemž dabéři dostávali přibližně 400 000 dolarů za epizodu. O tři roky později, když společnost Fox hrozila zrušením seriálu, pokud nebudou sníženy náklady na výrobu, Cartwrightová a ostatní dabéři přijali snížení platu o 25 %, tedy na něco málo přes 300 000 dolarů za epizodu.

### Další kariéra

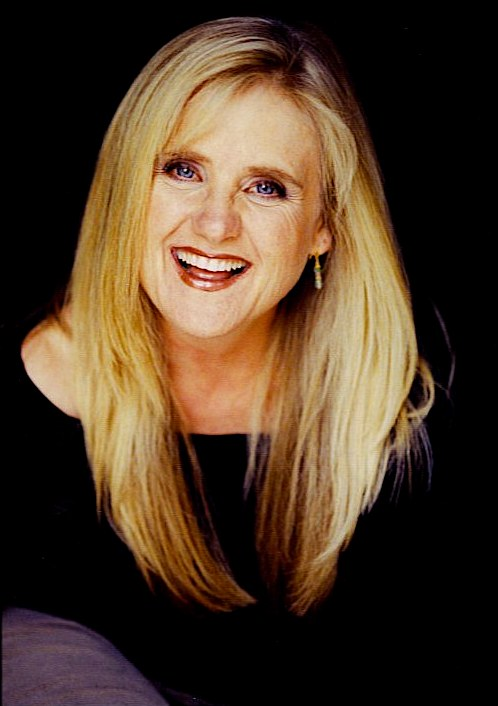
Nancy Cartwrightová v roce 2007

Kromě práce na Simpsonových namluvila Cartwrightová mnoho dalších postav v několika animovaných seriálech, například Chuckieho Finstera v Lumpících a All Grown Up!, Margo Shermanovou v Kritikovi, Mindy v Animácích a nahého krtka Rufuse v Kim Possible. Kvůli roli Rufuse Cartwrightová intenzivně zkoumala rypoše lysé a stala se „fontánou zbytečných trivialit“. Za svou práci na tomto pořadu byla v roce 2004 nominována na cenu Daytime Emmy za vynikající výkon v animovaném pořadu. V roce 2001 převzala Cartwrightová roli Chuckieho Finstera v Lumpících, když Christine Cavanaughová odešla do důchodu. Cartwrightová popisuje Rufuse a Chuckieho jako své dva nejtěžší hlasy: „Rufus proto, že moje bránice dostává zabrat, když se snažím využít osmnáct hlasových zvuků, které krtek vydává. Chuckie proto, že (…) je to astmatik s pěti osobnostmi v jedné osobě, a navíc musím deset let dělat hlas tak, jak ho dělala (Cavanaughová).“. Mezi další televizní pořady, které využily její hlasové práce, patří Galaxy High, God, Devil and Bob, Goof Troop, Mike, Lu & Og, The Replacements, Pinky and the Brain a Timberwolf. Cartwrightová se před kamerou objevila v mnoha televizních pořadech a filmech, například v seriálech a filmech Sláva, Empty Nest, Fresh Prince, Flesh and Blood, Godzilla a 24.
V roce 2000 Cartwrightová vydala autobiografii s názvem My Life as a 10Year-Old Boy. Kniha podrobně popisuje její kariéru (zejména její zkušenosti s hlasem Barta) a obsahuje příběhy o životě v zákulisí Simpsonových. Laura A. Bischoffová z Dayton Daily News knihu komentovala jako „dokonalého zasvěceného průvodce Simpsonovými. Kritici si stěžovali, že kniha postrádá zajímavé příběhy a je určena především fanouškům Simpsonových než širokému publiku.
V roce 2004 Cartwrightová adaptovala hru My Life as a 10Year-Old Boy do podoby divadelní hry pro jednu ženu. Cartwrightová ji uvedla na různých místech, včetně skotského Edinburgh Festival Fringe v srpnu 2004. Hra získala skromné recenze, včetně kritiky za nedostatek zasvěcených příběhů o Simpsonových a za „přehnaně optimistický“ tón. David Chatterton z The British Theatre Guide popsal představení jako „zajímavé a zábavné, ale ne zrovna nutně zhlédnutelné i pro fanoušky Simpsonových“.
Cartwrightová projevila zájem o automobilové závody a od roku 2007 usilovala o licenci NASCAR. V roce 2001 založila produkční společnost SportsBlast a vytvořila on-line animovaný seriál The Kellys. Seriál je zaměřen na závodění; Cartwrightová namluvila sedmiletého Chipa Kellyho.
V roce 2016 založila Cartwrightová s Peterem Kjenaasem, Monicou Gilovou a Kevinem Burkem vlastní filmovou a televizní produkční společnost Spotted Cow Entertainment. Se zaměřením na mezinárodní publikum se Spotted Cow snaží „financovat, produkovat a získávat hrané a animované filmy, televizní seriály a také zábavu pro digitální platformy s rozpočtem do 15 milionů dolarů“. Se Spotted Cow natočila Cartwrightová svůj první film jako scenáristka a producentka, Hledání Felliniho, který byl uveden 15. září 2017. Film vychází z její vlastní cesty do Itálie v roce 1985 ve snaze setkat se se slavným režisérem Federicem Fellinim a naplnil Cartwrightové dlouholetou představu o převedení její divadelní hry pro jednu ženu Hledání Felliniho z roku 1995 do filmové podoby.

## Osobní život
Cartwrightová se na své narozeniny v roce 1988 seznámila s o 24 let starším Warrenem Murphym a o dva měsíce později se za něj provdala. Ve své knize popisuje Murphyho jako svou „osobní trať pro smích“. Pár má dvě děti, Lucy a Jacka; v roce 2002 se Cartwrightová a Murphy rozvedli.
Cartwrightová byla vychována jako římská katolička, ale v roce 1991 vstoupila do scientologické církve. V roce 2007 jí byla udělena cena Patron Laureate Scientology poté, co církvi věnovala 10 000 000 dolarů, což je téměř dvojnásobek jejího ročního platu.
Cartwrightová se podílí na projektu ASIFA-Hollywood's Animation Archive Project. V září 2007 obdržela Cartwrightová cenu Make-a-Wish Foundation's Wish Icon Award „za její obrovskou oddanost nadaci při získávání finančních prostředků a úsilí o splnění přání“. V roce 2005 Cartwrightová založila stipendium na Fairmont High School „určené na pomoc fairmontským (absolventům), kteří sní o tom, že půjdou v jejích stopách a budou studovat řečnictví, debatu, drama nebo hudbu“ na Ohijské univerzitě. V roce 2005 Cartwrightová obdržela od obchodní komory Northridge titul čestného starosty města Northridge v Kalifornii (čtvrť Los Angeles).
V roce 2007 měla Cartwrightová milostný vztah se stavebním podnikatelem Stephenem Brackettem, členem Scientology. Pár plánoval svatbu na začátku roku 2008, ale Brackett v květnu 2009 zemřel poté, co „zřejmě skočil“ z mostu Bixby Creek Bridge v Big Sur v Kalifornii.
V roce 2012 obdržela Cartwrightová čestný doktorát v oboru komunikace na univerzitě v Ohiu, kde studovala v letech 1976–1977, než přestoupila na Kalifornskou univerzitu v Los Angeles.
Cartwrightová je také malířkou, sochařkou a filantropkou. Je spoluzakladatelkou aliance Know More About Drugs.

## Ocenění
| Rok  | Ocenění             | Kategorie                                     | Role         | Film/seriál                                 | Výsledek  | Reference |
| ---- | ------------------- | --------------------------------------------- | ------------ | ------------------------------------------- | --------- | --------- |
| 1992 | Cena Primetime Emmy | Vynikající hlasový projev                     | Bart Simpson | Simpsonovi: Lízina vzpoura                  | vítězství | [ 43 ]    |
| 1995 | Cena Annie          | Vynikající hlasové herectví v oblasti animace | Bart Simpson | Simpsonovi                                  | vítězství | [ 45 ]    |
| 1995 | Cena Drama-Logue    | —                                             | —            | Hledání Felliniho                           | vítězství | [ 25 ]    |
| 2004 | Cena Daytime Emmy   | Vynikající herec v animovaném pořadu          | Rufus        | Kim Possible                                | nominace  | [ 54 ]    |
| 2017 | Cena Primetime Emmy | Vynikající hlasový projev postavy             | Bart Simpson | Simpsonovi: Dokonalý vnuk                   | nominace  | [ 86 ]    |
| 2020 | Cena Primetime Emmy | Vynikající hlasový projev postavy             | Bart Simpson | Simpsonovi: S Nedem dobře, s Homerem nejlíp | nominace  | [ 87 ]    |